# Steven Van Zandt

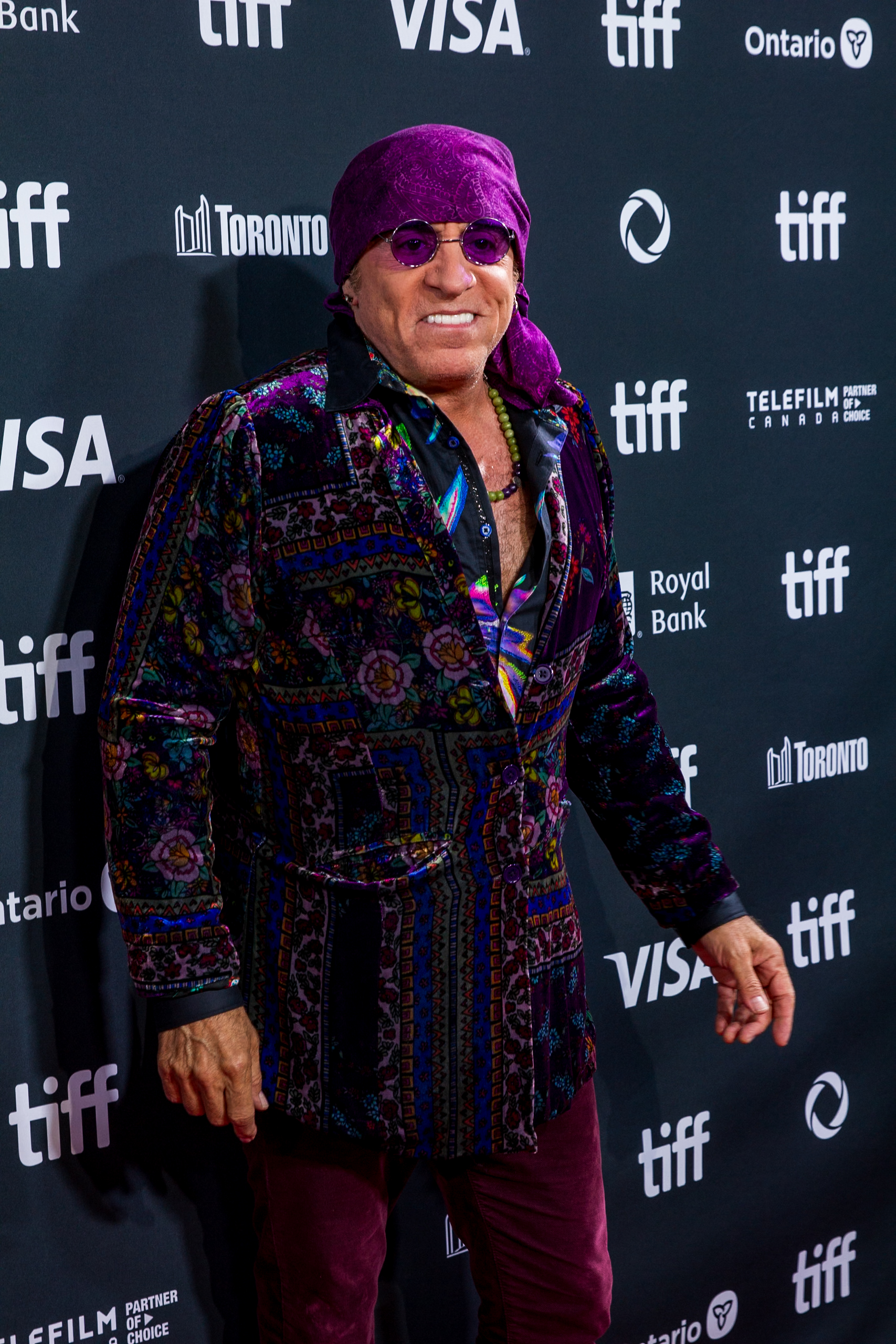
Steven Van Zandt (2024)

Steven Van Zandt (* 22. November 1950 als Steven Lento in Winthrop, Massachusetts) ist ein US-amerikanischer Rockmusiker, Schauspieler und Radiomoderator. Bekannt wurde er zunächst als Gitarrist in Bruce Springsteens E Street Band und später als Schauspieler in den Fernsehserien Die Sopranos und Lilyhammer. Als Musiker ist er bekannt unter dem Pseudonym Little Steven.

## Biografie
Als Musiker ist er unter den Pseudonymen Little Steven und Miami Steve bekannt. Er ist zu 50 % italienischer Abstammung und hat seinen Nachnamen von seinem Stiefvater. Er gilt neben Bruce Springsteen, Southside Johnny und Billy Chinnock als einer der Mitbegründer des „Sound Of Asbury Park (S.O.A.P.)“. Obwohl er schon als Teenager eng mit Springsteen befreundet war und in dessen Band Steel Mill spielte, stieß er erst im Juli 1975 während der Aufnahmen zu Born to Run, bei denen er zunächst Koproduzent war, als Bandmitglied zur ‚E Street Band‘. Das Album bedeutete den Durchbruch für Springsteen und seine Band. Nach seiner erfolgreichen Zeit mit der E Street Band verließ Van Zandt diese von 1984 vorübergehend (seine Rolle als Gitarrist übernahm Nils Lofgren), um sich diversen Musikprojekten zu widmen. Er veröffentlichte mehrere Alben und tourt bis heute in Tourpausen der E Street Band als Frontmann seiner 15-köpfigen Band ‚The Disciples of Soul‘.
Van Zandt zeigte sich im Laufe seiner Karriere auch immer wieder als politischer Aktivist. So gründete er 1985 die Initiative Artists United Against Apartheid gegen den Freizeit- und Vergnügungsparkkomplex Sun City in Südafrika. Zusammen mit 49 international bekannten Künstlern (unter anderem Bruce Springsteen, Bono, Bob Dylan und Run-D.M.C.) nahm Van Zandt den Song Sun City auf, in dem die Künstler versicherten, niemals dort aufzutreten. Auf dem gleichen Album wurde das von ihm geschriebene Lied No More Apartheid von Peter Gabriel und L. Shankar interpretiert. 1990 schrieb er mit Gabriel den Titel One Heart des Albums One World One Voice. 1993 und 1994 war Van Zandt als Special Guest mit Bon Jovi auf Welttournee.
1999 wurde die ‚E Street Band‘ – nach einer längeren Auszeit seit 1989 – von Springsteen neu formiert. Auch Van Zandt war wieder mit dabei, erstmals zusammen mit Nils Lofgren, der bei Van Zandts Ausstieg dessen Nachfolger war. Sie gingen auf eine große Europa- und USA-Tournee und spielten dann 2002 unter dem Einfluss der Terroranschläge am 11. September 2001 mit The Rising ein neues Studioalbum ein.
Nach einer kleineren Statistenrolle in den 1980er Jahren begann Van Zandts Karriere als Schauspieler erst im Jahr 1999. Er übernahm die Rolle des ‚Silvio Dante‘ in der US-Fernsehserie Die Sopranos. Er verkörperte darin einen Stripclubbesitzer, der Mitglied der Mafia von New Jersey ist und zu den engsten Freunden des Bosses, Tony Soprano, gehört, dessen Consigliere (Berater) er auch ist. Mit dieser zuerst auf dem US-amerikanischen Pay-TV-Sender HBO veröffentlichten Serie gewann er zusammen mit den anderen Protagonisten mehrere Film- und Fernsehpreise. Seine Auftritte wurden in der zweiten und dritten Staffel der Serie immer seltener, da er durch die Tour mit der ‚E Street Band‘ einen engen Terminkalender hatte. In der sechsten Staffel war er wieder in einer tragenden Rolle zu sehen. Insgesamt wirkte er in 81 der 86 Folgen, bei vier Folgen der Serie zudem am Soundtrack, mit. Nach dem Ende der TV-Serie gründete er 2006 die Plattenfirma ‚Wicked Cool Records‘.
2002 startete Van Zandt mit Little Steven’s Underground Garage eine Radio-Sendung des Satellitensenders SiriusXM, in der er sich mit Garagenrock und weiteren Subgenres der Rockmusik beschäftigte. Er wirkt ebenfalls bei der Programmgestaltung der SiriusXM Station Outlaw Country mit. 2007 gründete er die ‚Rock and Roll Forever Foundation‘, eine Non-Profit-Organisation, die die Geschichte des Rock unterrichtet. Im Herbst 2013 startete das Programm TeachRock. Zum Gründungsvorstand gehören, neben Van Zandt als Vorsitzendem, Bruce Springsteen, Bono, Jackson Browne und der Regisseur Martin Scorsese. Ab 2010 brachte es Van Zandt durch Fernsehauftritte in Norwegen zu einiger Präsenz – in der Seifenoper Hotel Cæsar auf dem Kanal TV 2 sowie ab 2012 in der norwegisch-amerikanischen TV-Serie Lilyhammer, in der er einen Mafiaboss gibt, der durch ein Zeugenschutzprogramm in Norwegen versteckt wird. Van Zandt war seit der ersten Staffel Koproduzent und schrieb am Drehbuch mit.
Sein Markenzeichen, ein Bandana, trägt Van Zandt schon seit den Zeiten der ‚E Street Band‘, um die Narben einer Kopfverletzung (an dieser Stelle wachsen keine Haare nach) zu verbergen. Die Verletzungen hatte er sich in jungen Jahren bei einem Autounfall an einer Windschutzscheibe zugezogen.
Seit 1982 ist er mit der Schauspielerin Maureen Van Zandt verheiratet und wohnt mit ihr in einer umgebauten Kirche im New Yorker Stadtteil Greenwich Village.

## Schauspieler
- 1985: Die Sieger – American Flyers - als Radrennfahrer
- 1999–2007: Die Sopranos (Fernsehserie)
- 2012–2015: Lilyhammer (Fernsehserie)
- 2018: The Christmas Chronicles
- 2019: The Irishman
- 2023: Angespült – Ein Krabbenteuer (Under the Boardwalk) (Stimme)

## Filmpreise
- 1999: Auszeichnung als Teil des besten Schauspielensembles einer Fernsehserie (Kategorie: Drama) für Die Sopranos
- 2007: Auszeichnung als Teil des besten Schauspielensembles einer Fernsehserie (Kategorie: Drama) für Die Sopranos

## Diskografie
Für Platzierungen von Alben zusammen mit anderen Künstlern siehe die zugehörige Künstlerseite.

### Soloalben
| Jahr | Titel                   | Höchstplatzierung, Gesamtwochen, AuszeichnungChartplatzierungen (Jahr, Titel, Platzierungen, Wochen, Auszeichnungen, Anmerkungen) | Höchstplatzierung, Gesamtwochen, AuszeichnungChartplatzierungen (Jahr, Titel, Platzierungen, Wochen, Auszeichnungen, Anmerkungen) | Anmerkungen                                 |
| Jahr | Titel                   | DE | US | Anmerkungen                                 |
| ---- | ----------------------- | --- | --- | ------------------------------------------- |
| 1982 | Men Without Women       | — | US118 (18 Wo.)US | als Little Steven and the Disciples of Soul |
| 1984 | Voice of America        | — | US55 (17 Wo.)US | als Little Steven and the Disciples of Soul |
| 1987 | Freedom – No Compromise | — | US80 (12 Wo.)US | als Little Steven                           |
| 2019 | Summer of Sorcery       | DE39 (2 Wo.)DE | — | als Little Steven and the Disciples of Soul |

Weitere Soloalben
- 1989: Revolution
- 1999: Born Again Savage
- 1999: Greatest Hits
- 2014: Lilyhammer: The Score
- 2017: Soulfire
- 2018: Soulfire Live!
- 2021: Summer of Sorcery Live at the Beacon Theatre

### Solosingles
| Jahr | Titel Album    | Höchstplatzierung, Gesamtwochen, AuszeichnungChartplatzierungen (Jahr, Titel, Album, Platzierungen, Wochen, Auszeichnungen, Anmerkungen) | Höchstplatzierung, Gesamtwochen, AuszeichnungChartplatzierungen (Jahr, Titel, Album, Platzierungen, Wochen, Auszeichnungen, Anmerkungen) | Höchstplatzierung, Gesamtwochen, AuszeichnungChartplatzierungen (Jahr, Titel, Album, Platzierungen, Wochen, Auszeichnungen, Anmerkungen) | Anmerkungen                                 |
| Jahr | Titel Album    | DE | UK | US | Anmerkungen                                 |
| ---- | -------------- | --- | --- | --- | ------------------------------------------- |
| 1982 | Forever –      | — | — | US63 (9 Wo.)US | als Little Steven and the Disciples of Soul |
| 1987 | Bitter Fruit – | DE69 (4 Wo.)DE | UK66 (3 Wo.)UK | — |                                             |

### MitBruce Springsteen
- 1975: Born to Run
- 1978: Darkness on the Edge of Town
- 1980: The River
- 1984: Born in the U.S.A.
- 1986: Live 1975–85
- 1995: Greatest Hits
- 1996: Blood Brothers
- 1998: Tracks
- 1999: 18 Tracks
- 2001: Live in New York City
- 2002: The Rising
- 2003: The Essential Bruce Springsteen
- 2006: Hammersmith Odeon, London ’75
- 2007: Magic
- 2008: Magic Tour Highlights
- 2009: Working on a Dream
- 2010: The Promise
- 2012: Wrecking Ball
- 2014: High Hopes
- 2020: Letter to You

### MitSouthside Johnny & the Asbury Jukes
- 1976: I Don’t Want To Go Home
- 1976: Live at the Bottom Line
- 1977: This Time It’s for Real
- 1978: Hearts of Stone
- 1979: Havin’ a Party
- 1991: Better Days
- 2007: Jukebox

### MitRonnie Spector&E Street Band
- 1977: Say Goodbye To Hollywood / Baby Please Don’t Go

### MitGary U.S. Bonds
- 1981: Dedication
- 1982: On The Line
- 1984: Standing in the Line of Fire

### MitArtists United Against Apartheid
- 1985: Sun City

### Mit Iron City Houserockers
- 1980: Have a Good Time but Get Out Alive!

### MitMeat Loaf
- 1995: Welcome to the Neighbourhood

### MitJimmy Barnes
- 1985: For the Working Class Man

### Mit Davie Allan & The Arrows
- 2004: Fuzz for the Holidays

### MitDarlene Love
- 2015: Introducing Darlene Love

## Schriften
Steven Van Zandt: Unrequited Infatuations. Hachette Book Group, New York City, ISBN 978-0-306-92542-9.